# Бордж-Бу-Арреридж
Бордж-Бу-Арреридж (араб. برج بوعريريج, фр. Bordj Bou Arreridj) — місто на північному заході Алжиру. Адміністративний центр однойменного вілаєту. Розташоване за 200 км на схід від столиці країни — м. Алжир.